# Ivan III. Vasa
Ivan III. (šved. Johan III.)  (dvorac Stegeborg kraj Söderköpinga, 21. prosinca 1537. – Stockholm, 27. studenog 1592.), švedski kralj od 1568. do 1592. godine iz dinastije Vasa. Naslijedio je na prijestolju polubrata Erika XIV. Bio je vrlo pobožan i pokušao je ostvariti pomirenje između luteranske i katoličke Crkve.
Rodio se u obitelji kralja Gustava I. Vase i njegove druge supruge Margarete Leijonhufvud. Godine 1556. otac ga je imenovao finskim knezom te je počeo voditi vlastitu politiku, neovisnu o švedskoj kruni, što ga je 1560. godine dovelo u sukob s bratom Erikom XIV. Nakon što se 1562. godine oženio poljskom princezom Katarinom Jagelović, brat ga je dao utamničiti.
Godine 1567. pušten je iz zatočeništva, nakon čega se udružio s bratom Karlom, svrgnuo Erika s prijestolja i preuzeo krunu za sebe. Dovršio je rat s Danskom potpisavši mirovni sporazum kojim se odrekao vlasti nad Estonijom.
Godine 1587. priskrbio je sinu Sigismundu poljsku krunu, a nakon očeve smrti naslijedio je i švedsko prijestolje.

## Vanjske poveznice
- Ivan III. Hrvatska enciklopedija
- Ivan III., švedski kralj Britannica (engl.)

| Ivan III. Vasa Dinastija VasaRođ. 20. prosinca 1537. Umr. 17. studenoga 1592. |                                   |                                  |
| Vladarske titule                                                              |                                   |                                  |
| Nova kreacija                                                                 | finski vojvoda 1556.–1563.        | nasljednik Erik XIV.             |
| Nova kreacija                                                                 | finski veliki vojvoda 1581.–1592. | nasljednik Sigismund III. Vasa   |
| prethodnik Erik XIV.                                                          | švedski kralj 1568.–1592.         | nasljednik Sigismund III. Vasa   |
| prethodnik Erik XIV.                                                          | finski vojvoda 1568.–1592.        | nasljednik Ivan od Östergötlanda |